# سرگئی ملکومف
سرگئی گئورگیویچ ملکومُف (روسی: Серге́й Гео́ргиевич Мельку́мов؛ زادهٔ ۱۱ نوامبر ۱۹۶۲ میلادی) یک تهیه‌کننده فیلم اهل روسیه است. او تهیه‌کننده ارشد و بنیان‌گذار شرکت فیلم‌سازی «نان-استاپ پروداکشن» است. او همچنین استاد رشته تهیه‌کنندگی در موسسه دولتی فیلم و تلویزیون سن پترزبورگ (СПбГУКиТ) و عضو انجمن تهیه‌کنندگان روسیه می‌باشد.
از فیلم‌ها یا مجموعه‌های تلویزیونی که وی در آن‌ها نقش داشته‌است می‌توان به بی‌عشق و لویاتان اشاره نمود.